# اریک لارسن (ورزشکار)
اریک لارسن (انگلیسی: Erik Larsen؛ ۲۰ فوریه ۱۹۲۸ – ۱۰ آوریل ۱۹۵۲) قایقران روئینگ اهل دانمارک بود.
وی در مسابقات کشوری و بین‌المللی در مجموع برندهٔ ۲ مدال طلا، ۱ مدال برنز شده‌است.